# Zhangiella nanhainense
Zhangiella nanhainense är en nässeldjursart som först beskrevs av Zhang 1982.  Zhangiella nanhainense ingår i släktet Zhangiella och familjen Australomedusidae. Inga underarter finns listade i Catalogue of Life.